# Сан-Веллі (Аризона)
Сан-Веллі (англ. Sun Valley) — переписна місцевість (CDP) в США, в окрузі Навахо штату Аризона. Населення — 153 особи (2020).

## Географія
Сан-Веллі розташований за координатами 34°58′59″ пн. ш. 110°1′55″ зх. д. / 34.98306° пн. ш. 110.03194° зх. д. (34.982932, -110.031968).  За даними Бюро перепису населення США в 2010 році переписна місцевість мала площу 81,87 км², з яких 81,74 км² — суходіл та 0,13 км² — водойми.

## Демографія
Згідно з переписом 2010 року, у переписній місцевості мешкало 316 осіб у 88 домогосподарствах у складі 56 родин. Густота населення становила 4 особи/км².  Було 150 помешкань (2/км²).
Расовий склад населення:
| - 57,6 % — білих - 29,7 % — корінних американців - 0,6 % — вихідців з тихоокеанських островів - 0,3 % — чорних або афроамериканців - 5,1 % — осіб інших рас |

До двох чи більше рас належало 6,6 %. Частка іспаномовних становила 15,5 % від усіх жителів.
За віковим діапазоном населення розподілялося таким чином: 42,1 % — особи молодші 18 років, 45,2 % — особи у віці 18—64 років, 12,7 % — особи у віці 65 років та старші. Медіана віку мешканця становила 25,7 року. На 100 осіб жіночої статі у переписній місцевості припадало 100,0 чоловіків;  на 100 жінок у віці від 18 років та старших — 112,8 чоловіків також старших 18 років.
Цивільне працевлаштоване населення становило 95 осіб. Основні галузі зайнятості: освіта, охорона здоров'я та соціальна допомога — 61,1 %, сільське господарство, лісництво, риболовля — 21,1 %, будівництво — 9,5 %, мистецтво, розваги та відпочинок — 8,4 %.